# 野に咲く花のように
- 野に咲く花のように
- 野にさく花のように[1]

「野に咲く花のように」（のにさくはなのように）は、ダ・カーポの楽曲。1980年から1997年まで関西テレビと東阪企画が制作し、フジテレビ系列『花王名人劇場』（後に『花王ファミリースペシャル』）で放映された画家・山下清を主人公にした『裸の大将放浪記』（芦屋雁之助主演）の主題歌として作られた曲である。作詞：杉山政美　作曲：小林亜星　編曲：惣領泰則。

## 概要
1980年に『裸の大将放浪記』が放送開始された当時はレコード化もされていない曲であったが、回を重ねるごとに「楽譜が欲しい」「レコードは出ていますか」などの問い合わせが裸の大将を制作する関西テレビなど各所に殺到。その関西テレビ広報部によると「卒業式や結婚式でこの曲が良く歌われたりしている。結婚式ではウエディングマーチにこの曲が使われたこともあると聞いている」とのことで、そういったこともあって放送開始から3年経ってレコード化へ動き出し、1983年7月21日にシングル「淋しさは夕立ちのように」とのカップリングという形でレコード化され発売された。
1992年から「野にさく花のように」の曲名で、小学校の音楽教科書に掲載されている。
2007年から『土曜プレミアム』で放送されている『裸の大将』のリメイク版（フジテレビ制作・塚地武雅主演）では、槇原敬之のカヴァーバージョンと共に主題歌として使われている。
作曲者の小林が死去していたことが2021年6月14日に発表された。レコチョクの総合デイリーランキングでは、同月13日付の200位圏外から14日付で132位、15日付で45位（歌謡曲／演歌部門では1位）に上昇した。
1983年に「淋しさは夕立のように」のB面収録時は惣領泰則
がアレンジしている。
1989年以降のシングルでは武市昌久アレンジの音源である。

## 主に収録されたレコード・CD
- 1983年 - シングルレコード「淋しさは夕立ちのように」のB面（CLIMAX RECORDS（徳間ジャパン）CMA-2048）
- 1989年 - 1974年のヒット曲「結婚するって本当ですか」をカップリングにしてCDシングルとして発売（日本コロムビア 12CA-8196）
- 2005年 - マキシシングルとして発売（日本コロムビア COCA-15792）

## カバー
- タンポポ児童合唱団 - アルバム『星とたんぽぽ-金子みすゞの詩をタンポポの歌にのせて-』（2005年2月2日、キングレコード KICG-3155）収録
- 槇原敬之 - アルバム『Listen To The Music 2』（2005年9月28日、東芝EMI TOCT-25748）収録
- NHK東京放送児童合唱団 - アルバム『みんなでうたおう!野に咲く花のように スマートパック』（2012年、日本コロムビア COKM-31457、配信限定）収録
- 杉並児童合唱団 - アルバム『コロムビアキッズ　おめでとう、10歳。 〜2分の1成人式〜』（2015年11月18日、日本コロムビア COCX-39318）収録
- 山田姉妹 - アルバム『ふたつでひとつ 〜心を繋ぐ、歌を継ぐ』（2018年3月7日、日本コロムビア、COCQ-85416）収録